# Remo en los Juegos Paralímpicos
El remo adaptado fue incluido en los Juegos Paralímpicos de Verano desde la decimotercera edición que se celebró en Pekín (China) en 2008.

## Ediciones
| N.º | Año  | Sede           | País        |
| --- | ---- | -------------- | ----------- |
| I   | 2008 | Pekín          | China       |
| II  | 2012 | Londres        | Reino Unido |
| III | 2016 | Río de Janeiro | Brasil      |
| IV  | 2020 | Tokio          | Japón       |
| V   | 2024 | París          | Francia     |

## Medallero histórico
- Actualizado hasta París 2024.[2]

| Núm. | País                          | Oro | Plata | Bronce | Total |
| ---- | ----------------------------- | --- | ----- | ------ | ----- |
| 1    | Reino Unido (GBR)             | 11  | 1     | 2      | 14    |
| 2    | República Popular China (CHN) | 3   | 3     | 1      | 7     |
| 3    | Ucrania (UKR)                 | 3   | 2     | 1      | 6     |
| 4    | Australia (AUS)               | 1   | 4     | 1      | 6     |
| 5    | Israel (ISR)                  | 1   | 1     | 3      | 5     |
| 6    | Noruega (NOR)                 | 1   | 1     | 0      | 2     |
| 7    | Italia (ITA)                  | 1   | 0     | 0      | 1     |
| 8    | Estados Unidos (USA)          | 0   | 4     | 2      | 6     |
| 9    | Francia (FRA)                 | 0   | 2     | 5      | 7     |
| 10   | Bielorrusia (BLR)             | 0   | 1     | 1      | 2     |
| 10   | Alemania (GER)                | 0   | 1     | 1      | 2     |
| 12   | Países Bajos (NED)            | 0   | 1     | 0      | 1     |
| 13   | Brasil (BRA)                  | 0   | 0     | 2      | 2     |
| 14   | Canadá (CAN)                  | 0   | 0     | 1      | 1     |
| 14   | Rusia (RUS)                   | 0   | 0     | 1      | 1     |
|      | TOTAL                         | 21  | 21    | 21     | 63    |